# Kapliczka przy ul. Katowickiej w Pszczynie
Kapliczka przy ul. Katowickiej – zapewne XVIII-wieczna kapliczka w Pszczynie, usytuowana na wschodnim skraju parku zamkowego, przy ul. Katowickiej.
Murowana na rzucie prostokąta, otynkowana, nakryta dachem dwuspadowym krytym dachówką. Ściany opięte pilastrami. Wnętrze, sklepione kolebkowo, zamyka żelazna, późnorenesansowa kuta krata. W ścianie zachodniej arkadowa wnęka z rzeźbioną w drewnie grupą Ukrzyżowania, utrzymaną w stylu ludowego baroku, przemalowaną.
Przypuszczalnie została wybudowana w miejscu spalonego w roku 1458, zapewne o konstrukcji drewnianej, kościoła pochodzącego z 1444 roku, pw. Świętego Krzyża.